# Eidy Moya
Eidy Moye (* 4. September 1974 in Barcelona, Venezuela) ist ein ehemaliger venezolanischer Boxer im Bantamgewicht.

## Karriere
1992 schlug er mit 5:0 nach Punkten den Kolumbianer Fernando Retayud in der Qualifikation zu den Boxwettkämpfen der Olympischen Spiele in Barcelona. 1993 wurde zu seinem erfolgreichsten Jahr als Amateur, als Moye zwei Goldmedaillen bei den Südamerikaspielen und eine Silbermedaille bei den Zentralamerika- und Karibikspielen gewann, die in Puerto Rico veranstaltet wurden. In seiner Amateurkarriere gewann er 179 Kämpfe und verlor 9.
Im Jahre 1994 begann Moya seine Profikarriere. Am 14. Oktober 2001 boxte er gegen Adan Vargas um den Weltmeistertitel des Verbandes WBA und siegte durch klassischen K. o. in Runde 11. Diesen Gürtel verlor er allerdings bereits in seiner ersten Titelverteidigung im April des darauffolgenden Jahres an Johnny Bredahl durch Knockout.
Im Jahre 2004 beendete er seine Karriere.